# Monique
Monique Spartalis (født 16. februar 1966) er en dansk sangerinde, der i den forbindelse blot bruger Monique som kunstnernavn. Musikalsk bevæger hun sig indenfor genrerne 
Pop, Soul, Gospel, Disco og RnB.
Derudover er hun uddannet lærer i religion og dansk, psykoterapeut, master i NLP samt Life- og Businesscoach.
Hendes far er egypter og hendes mor dansk.

## Musik
I 1983, da Monique var 17 år, vandt hun sammen med sit daværende band ”Notre Dame” en pladekontrakt med EMI music. I 1985 udkom deres første single ”Kun os to”, der blev produceret af Michael Bruun, guitarist i Tøsedrengene.[
I 1990, under indspilningerne til en reklamejingle, bliver Monique ”opdaget” af producer Jesper Winge Leisner der tilbyder hende en pladekontrakt. I 1991 udkommer hendes solodebutalbum ”Shadows” på Polygram records. Albummet med singlehittet ”Tell me why” bliver den bedst sælgende danske debut i 1991.
Monique har udover ”Shadows” (1991) efterfølgende udgivet :
"Guilty" (1994), "The Woman For You" (1998), "Believer" (2006) og "Grateful" (2012).
Hun medvirker også på flere børneudgivelser. Mest kendt er nok ”Min Kat Den Danser Tango” og ” Cruella De Ville”. 
Det er også Monique der synger titelsangen fra den danske udgave af Walt Disneys tegnefilm Pocahontas ”Vindens farver”.

## Teater
Monique har også kunnet opleves på den danske teaterscene. Hun har blandt andet medvirket i musikalske teaterforestillingerne Atlantis på Østre Gasværk i 1994-95, Hair på Betty Nansen Teatret i 1996 og Rocky Horror Show på Nørrebros Teater i 2002.
TV og speak
Monique har medvirket på TV både som TV-vært og speaker, og senest som mentor for en ung pige med musikalske drømme i tv serien ” De Unge Mødres Drøm”. Hun indtaler og indsynger reklamefilm, og dubber tegnefilm.

## Ambassadør
Monique har i en årrække været ambassadør for Hjerteforeforeningen i Danmark og WWF Verdensnaturfonden, samt Børneulykkesfonden. Hun har derudover indspillet ”Song for The Forgotten” til Røde Kors, ”That Heart” til Hjerteforeningen, samt ”Mors Hjertesang” der blev udgivet til fordel for kræftramte børn.

## Uddannelser
Sideløbende, med sit musikalske virke, har Monique uddannet sig til skolelærer, med fagene religion og dansk. Hun er også uddannet psykoterapeut, Master i NLP, Lifecoach og Businesscoach.

## Diskografi

### Egne udgivelser
- Shadows 1991
- Guilty 1994
- The Woman for You 1998
- Believer 2006
- Grateful 2012[6]

### Andre udgivelser
- Gospel United 1994 (I Belive)
- Pochahontas 1995 (Vindens farver)
- Tangokat 1995 (Min Kat Den Danser Tango)
- Hej Frede 1995 (Nikki Snakki)
- Hair 1996 (Aquarius)
- From All Of Us 1997 ( Cruella De Ville)
- Olsen Banden 1998 ( Vores Melodi)
- Vip Og Victor 1998 (Hem'ligheden)
- Nissekys Og Stjernedrys 1998 (Bjældeklang)
- This Is All I Ask” 1998 (Summersong) Niels Henning Ørsted Pedersen
- Benzon 1998 (Mercy Mercy) Nicolai Benzon
- O Florens Rosa 1998 ( Den Første Kærlighed, En Dejlig Rose)
- Something Special 1998 (Lover Man)
- Tusindvis Af Is 1999 (Dyrene Om Natten)
- A Touch Of Gospel 1999 (You've Got A Friend, When i need You)
- We Are Blessed 1999 (Oh Happy Day) Udgivet af Copenhagen Community Gospel Choir
- Åh Abe Greatest 2000 (Min Kat Den Danser Tango)
- Lys I Mørket 2001 (Lys I Mørket) Udgivet af Alzheimerforeningen
- Feel Like Making Love 2001 Udgivet i samarbejde med Søren Sebber Larsen
- Den Grimmeste Mand I Byen 2001 (Reunion) Udgivet til fordel for Dansk Handicapforbund
- Hawk 2002 (Soulmate, duet)Hawk
- Bjørnebrødre 2004 (Almægtige Ånder)
- Mirror Man 2004 (I Wanna Be The Only One, duet) Jan Nielsen
- Feeling Beloved 2005 (Feeling beloved) Udgivet af Dansk Blindesamfund
- Syng Dig Munter 2005 (Mors Hjertesang) Udgivet til fordel for kræftramte børn
- Danmarks Seje Tøser 2007 (Vignetsang, Kvindefodboldlandsholdet)
- Song For The Forgotten 2009 Udgivet til fordel for Røde Kors
- That Heart 2011 Doneret til hjerteforeningen [7]